# Święto Bratniej Pomocy im. Gustawa Adolfa
Święto Bratniej Pomocy imienia Gustawa Adolfa – święto chrześcijańskie, obchodzone przez Kościół Ewangelicko-Augsburski w pierwszy czwartek po Święcie Trójcy Świętej.

## Geneza i charakter
W czasach kontrreformacji odebrano polskim protestantom zamieszkującym Śląsk prawo do sprawowania kultu religijnego. Majątki kościelne zostały skonfiskowane, a wierni spotykali się na wspólnych modlitwach potajemnie w lasach. Nabożeństwa odprawiane były m.in. na Równicy przez wędrownych pastorów ze Śląska i Słowacji. Święto Bratniej Pomocy ma upamiętniać te trudne dla polskich ewangelików czasy. Jednocześnie w nazwie Święta uwydatnione jest imię króla Gustawa Adolfa, dzięki któremu ewangelicyzm w Europie Wschodniej został uratowany.

## Obchody
Na terenie całego kraju w dniu Święta odprawiane są uroczyste nabożeństwa w kościołach. Hasłem dnia jest werset z Nowego Testamentu:

Dobrze czyńmy wszystkim, a najwięcej domownikom wiary.
Galacjan 6:10, Biblia warszawska

Tekst psalmu pochodzi z Księgi Psalmów 147:12-14.19. Śpiewana jest zazwyczaj pieśń pt. Gromadko mała Bożych sług (nr 260). Obowiązuje barwa liturgiczna czerwona. Introitem jest Psalm 147 oraz 84. Graduale stanowią dwa wersety (15 i 17) Psalmu 116, zaś antyfonę – List do Galacjan 6:10.